# 天主教巴拉奧納教區
天主教巴拉奧納教區（拉丁語：Dioecesis Barahonensis）是多明尼加共和國一個羅馬天主教教區，屬聖多明各總教區。
教區1976年4月24日成立，管轄範圍包括巴拉奧納省、獨立省、佩德納萊斯省和巴奧魯可省。2012年有教友212,000人，佔轄區總人口54.8%。教區下轄廿三個堂區，有廿九名司鐸。現任教區主教為拉斐爾·萊昂尼達斯·菲利佩。